# Ајбелштат
Ајбелштат (њем. Eibelstadt) град је у њемачкој савезној држави Баварска. Једно је од 52 општинска средишта округа Вирцбург. Према процјени из 2010. у граду је живјело 2.790 становника. Посједује регионалну шифру (AGS) 9679124.

## Географски и демографски подаци
Ајбелштат се налази у савезној држави Баварска у округу Вирцбург. Град се налази на надморској висини од 180 метара. Површина општине износи 7,1 km². У самом граду је, према процјени из 2010. године, живјело 2.790 становника. Просјечна густина становништва износи 395 становника/km².